# Esmans
Esmans är en kommun i departementet Seine-et-Marne i regionen Île-de-France i norra Frankrike. Kommunen ligger i kantonen Montereau-Fault-Yonne som tillhör arrondissementet Provins. År 2022 hade Esmans 904 invånare.

## Befolkningsutveckling
Antalet invånare i kommunen Esmans
| Referens: INSEE |